# راناتالاوا
راناتالاوا (به لاتین: Ranatalawa) یک منطقهٔ مسکونی در سری‌لانکا است که در استان مرکزی (سری‌لانکا) واقع شده‌است.